# Montparnasse - Bienvenüe (metrostation)
Montparnasse - Bienvenüe is een station van de metro in Parijs langs metrolijnen 4, 6, 12 en 13, op de grens van het 6e, het 14e en het 15e arrondissement.
Het huidige metrostation ontstond in 1942 na een samenvoeging van de twee vroegere stations Montparnasse en Bienvenüe. Naast het metrostation ligt het spoorwegstation Gare Montparnasse.

## Geschiedenis
Het station werd geopend op 24 april 1906 als station Maine, genoemd naar het gelijknamige plein. Het was onderdeel van de toenmalige metrolijn 2 Sud. Vanaf 14 oktober 1907 lag het station langs metrolijn 5. Op 6 april 1910 werd station Montparnasse geopend langs metrolijn 4. Een half jaar later, op 5 november 1910 werd dit station uitgebreid met perrons langs de toenmalige metrolijn B van de Nord-Sud (tegenwoordig metrolijn 12). Op 30 juni 1933 werden de Place du Maine en het metrostation beide omgedoopt in Bienvenüe, als eerbetoon aan Fulgence Bienvenüe, de ingenieur en promotor van het metrosysteem in Parijs. Op 21 januari 1937 werd station Bienvenüe uitgebreid met perrons langs de toenmalige metrolijn 14 (tegenwoordig metrolijn 13).
Nadat er eind jaren dertig een lange voetgangerstunnel werd aangelegd tussen de stations Montparnasse en Bienvenüe, ontstond op 6 oktober 1942 het huidige station Montparnasse - Bienvenüe. Eveneens op 6 oktober 1942 werd het traject tussen station Place d'Italie en station Charles de Gaulle - Étoile overgeheveld van metrolijn 5 naar metrolijn 6.
In deze periode werd ook het Gare du Maine geopend, dat begin- en eindpunt was van veel grote spoorlijnen in Frankrijk. Het oude station werd te klein en werd nog een tijdje gebruikt voor reizigersvervoer uit de buitenwijken, maar werd later afgebroken om plaats te maken voor de Tour Montparnasse, de hoogste wolkenkrabber van Frankrijk. Nu wordt het reizigersvervoer afgehandeld in het Gare Montparnasse.
Op 9 november 1976 werd de toenmalige metrolijn 14 de huidige zuidelijke tak van metrolijn 13.

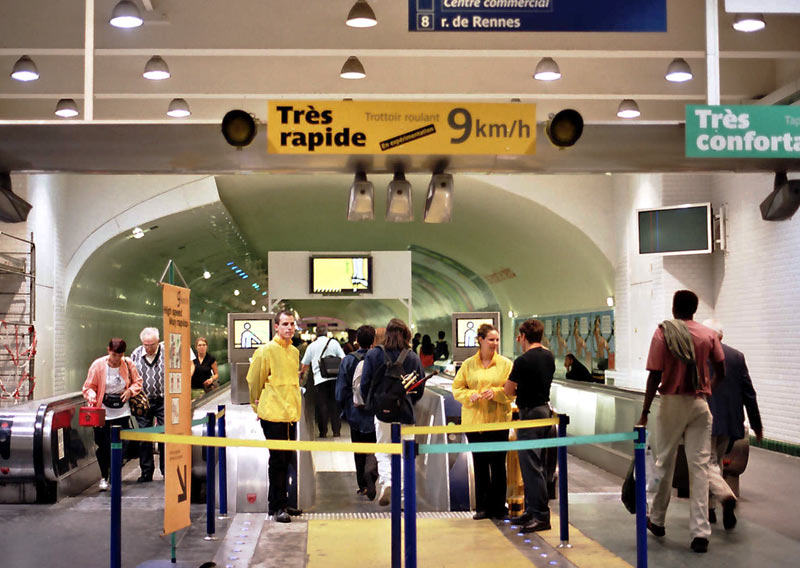
Hogesnelheidsloopband in het metrostation

In 2002 werd, bij wijze van experiment, in de 185 meter lange verbindingsgang tussen de twee vroegere stations de snelste loopband ter wereld geïnstalleerd. In het begin bedroeg de snelheid 12 km/h, later werd dit teruggebracht tot 9 km/h.

## Aansluitingen
- RATP-busnetwerk: 28 - 58 - 82 - 89 - 91 - 92 - 94 - 95 - 96 - OpenTour

## In de omgeving
- Quartier du Montparnasse
- Tour Montparnasse
- Musée Bourdelle
- Cimetière du Montparnasse
- Musée de la Poste
- Jardin Atlantique
- École nationale du génie rural, des eaux et des forêts

Porte de Clignancourt · 
Simplon · 
Marcadet - Poissonniers · 
Château Rouge · 
Barbès - Rochechouart · 
Gare du Nord · 
Gare de l'Est · 
Château d'Eau · 
Strasbourg - Saint-Denis · 
Réaumur - Sébastopol · 
Étienne Marcel · 
Les Halles · 
Châtelet · 
Cité · 
Saint-Michel · 
Odéon · 
Saint-Germain-des-Prés · 
Saint-Sulpice · 
Saint-Placide · 
Montparnasse - Bienvenüe · 
Vavin · 
Raspail · 
Denfert-Rochereau · 
Mouton-Duvernet · 
Alésia · 
Porte d'Orléans ·
Mairie de Montrouge ·
Barbara ·
Bagneux - Lucie Aubrac
Charles de Gaulle - Étoile · Kléber · Boissière · Trocadéro · Passy · Bir-Hakeim · Dupleix · La Motte-Picquet - Grenelle · Cambronne · Sèvres - Lecourbe · Pasteur · Montparnasse - Bienvenüe · Edgar Quinet · Raspail · Denfert-Rochereau · Saint-Jacques · Glacière · Corvisart · Place d'Italie · Nationale · Chevaleret · Quai de la Gare · Bercy · Dugommier · Daumesnil · Bel-Air · Picpus · Nation
Mairie d'Aubervilliers · Aimé Césaire · Front Populaire · Porte de la Chapelle · Marx Dormoy · Marcadet - Poissonniers · Jules Joffrin · Lamarck - Caulaincourt · Abbesses (metrostation) · Pigalle · Saint-Georges · Notre-Dame-de-Lorette · Trinité - d'Estienne d'Orves · Saint-Lazare · Madeleine · Concorde · Assemblée nationale · Solférino · Rue du Bac · Sèvres - Babylone · Rennes · Notre-Dame-des-Champs · Montparnasse - Bienvenüe · Falguière · Pasteur · Volontaires · Vaugirard · Convention · Porte de Versailles · Corentin Celton · Mairie d'Issy
Noordwestelijke tak:
Les Courtilles · 
Les Agnettes · 
Gabriel Péri · 
Mairie de Clichy · 
Porte de Clichy · 
Brochant

Noordoostelijke tak: Saint-Denis - Université · 
Basilique de Saint-Denis · 
Saint-Denis - Porte de Paris · 
Carrefour Pleyel · 
Mairie de Saint-Ouen · 
Garibaldi · 
Porte de Saint-Ouen · 
Guy Môquet

Gemeenschappelijk: La Fourche · 
Place de Clichy · 
Liège · 
Saint-Lazare · 
Miromesnil · 
Champs-Élysées - Clemenceau · 
Invalides · 
Varenne · 
Saint-François-Xavier · 
Duroc · 
Montparnasse - Bienvenüe · 
Gaîté · 
Pernety · 
Plaisance · 
Porte de Vanves · 
Malakoff - Plateau de Vanves · 
Malakoff - Rue Étienne Dolet · 
Châtillon - Montrouge